# 出撃!! 乙女たちの戦場2〜天翔ける衝撃の絆〜
『出撃!! 乙女たちの戦場2〜天翔ける衝撃の絆〜』（しゅつげき!! おとめたちのせんじょう2〜あまかけるしょうげきのきずな〜）は、システムソフト・アルファーより2011年6月30日に発売されたPlayStation Portable用ゲーム。以前の発売予定日は5月26日だった。2012年6月21日にPlayStation 3版『出撃!! 乙女たちの戦場2〜憂国を翔ける皇女のツバサ〜』が発売。

## 物語

### 世界観
この世界は史実とは異なる歴史で第二次世界大戦が終結。史実では連合国の勝利だが、この世界では枢軸国側が勝利したIFの世界。ドイツがソ連を解体した事で戦争が集結している。
終戦後、ドイツは欧州全土の支配を企み領土を拡張。そのうちに同盟国、大日本帝国と領土問題で仲違いを起こして大日本帝国は枢軸国から離脱。現在、世界は大きく分けて三大勢力へと分かれている。
ヨーロッパ全てはドイツを中心とする国家社会主義欧州連合、通称NSEUが大国として支配している。アフリカの大半の地域もNSEUの傘下となっている。
一方先の大戦で敗戦国でありながらも世界に未だ強い影響を残す米大陸機構、通称ACO。カナダ、メキシコもまたACO傘下となっており、強大な軍事力を有する大国。
そして早くに民主主義化され、元ソ連の広大な領土から満州、東南アジアなど広大な領土を獲得し二大国と肩を並べる大国となった日本帝国連邦。
世界はこの三大勢力に分かれた。しかし地域紛争や領土問題など多くを抱え、戦火が消える事はなく、遂には大量破壊兵器まで持ち出した戦争にまで発展。この無残を目にした三大国は大国同士の衝突による戦争を防止するため国家間の争い解決に民間軍事会社、通称PMCを使用するようになる。
これにより、世界各地で各勢力のPMC同士が行う代理戦争が今も繰り広げられている。

### 各勢力
NSEU
SCC
ACO
WHITE WATER
日本帝国連邦
SAGE
英国連邦（亡命政府）
ユニオン
ソ連（事実上崩壊）
母国復興戦線
独立勢力
アームテック

### あらすじ
身に覚えのないクーデター未遂事件で反逆者の汚名をきされた主人公、乃木庄一。軍を退役し将来の希望を絶たれた矢先に受けた民間軍事会社「SAGE」からの入隊要請。新天地に活路を求める主人公だったが、着任した所属先は軍隊とは程遠い、可愛い女の子ばかりの「問題児部隊」だった!個性あふれる仲間達と共に過ごす戦いの日々。その戦火の中に見え隠れする謎の影。「SAGE」で出会った彼女達との「絆」は主人公をどこへ導くのだろうか!?

## 登場人物

### SAGE
伏見 茜（ふしみ あかね）
声 - 青葉りんご

柏原 ミサキ（かしわばら ミサキ）
声 - 瑞沢渓

リーリア
声 - 高城みつ

佐山 祐子（さやま ゆうこ）
声 - 小林眞紀

エステル
声 - 田中涼子

萩谷 学美（はぎや まなび）
声 - 朝樹りさ

龍野 昌子（たつの しょうこ）
声 - 藤森ゆき奈

武藤 ツカサ（むとう ツカサ）
声 - 平山縁

來瀬 優（くるのせ ゆう）
声 - 澤宮菜穂

アリス
声 - 梶田夕貴

マリナ
声 - 上田朱音

エシュロン
声 - 鈴木はるこ

本多（ほんだ）
声 - 片岡一郎

伊藤 光一（いとう こういち）
声 - 深津智義

木葉 紅葉（このは もみじ）
声 - 沢口友哉

ツバサ
声 - あさみほとり

鳳凰院 あやめ（ほうおういん あやめ）
声 - 鈴木はるこ

友永 ジュン（ともなが ジュン）
声 - 飯野ユウ

喜虎 琴美（きこ ことみ）
声 - 神保巴

美星 葵（みほし あおい）
声 - 橘志穂

内村 知佳（うちむら ちか）
声 - 飯野ユウ

エンヴィー
声 - 神保巴

グリード
声 - 中村恵子

グラトニー
声 - 上田朱音

亀梨 琥珀（かめなし こはく）
声 - 中村恵子

神崎 真雪（かんざき まゆき）
声 - 中村恵子

飛鳥 南（あすか みなみ）
声 - 宮沢ゆあな

伊東 美緒（いとう みお）
声 - 澤宮菜穂

長倉 新八（ながくら しんぱち）
声 - 増田雄市

神崎 夏海（かんざき なつみ）
声 - 近藤祐記

大石 さくら（おおいし さくら）
声 - 片桐勇介

プライド
声 - 神保巴

ラース
声 - 中村恵子

ロキ
声 - 朝樹りさ

芹沢 コウ（せりざわ コウ）
声 - 如月文

七瀬 静香（ななせ しずか）
声 - 飯野ユウ

スロウス
声 - 飯野ユウ

鈴木（すずき）
声 - 片桐勇介

武田 勘吉（たけだ かんきち）
声 - 如月文

藤堂 平次（とうどう へいじ）
声 - 如月文

山 三十郎（やま さんじゅうろう）
声 - 増田雄市

樋口 洋子（ひぐち ようこ）
声 - 澤宮菜穂

### アームテック
牟田口 恭司（むたぐち きょうじ）
声 - 古河徹人

ユーリア
声 - 水口まつり

### WHITE WATER
メリッサ
声 - 藤森ゆき奈

ラルフ
声 - 朝樹りさ

木葉 楓（このは かえで）
声 - 石川弘則

ヘルモード
声 - 桜木章人

ヴォルト
声 - 小林範雄

### SCC
ハイン
声 - 飯野ユウ

ブラム
声 - 河西健吾

アンネリーゼ
声 - 前田恵

アンネローゼ
声 - 前田恵

リナ
声 - 近藤祐記

### 母国復興戦線
アレクサンドル・バグラチオン
声 - 片桐勇介

エレーナ
声 - 澤宮菜穂

リリア
声 - 梶田夕貴

ミハイル
声 - 尾崎淳

ユーリー
声 - 増田雄市

### ユニオン
斉藤 進（さいとう すすむ）
声 - 鈴森勘司

エリナ
声 - 青葉りんご

シモン
声 - 神保巴

山南 啓太（やまなみ けいた）
声 - 東明弘

### J機関
ウィリアム・ディナール
声 - 酒井相一郎

シオリ
声 - 雪野梨沙

## 主題歌
- 曲名 -「僕らの旅～Endless World～」
- 作詞 - yozuca*
- 作曲 - 増谷賢
- 編曲 - 東タカゴー
- 歌手 - yozuca*
- 監修 - 小柳豊